# Велика турецька війна
Вели́ка туре́цька війна́ (нім. Großer Türkenkrieg) — загальна назва серії збройних конфліктів у 1683—1699 роках між Османською імперією та Священною лігою за контроль над землями Південної і Східної Європи. Велася на території сучасних Угорщини, Австрії, Сербії, Молдавії, Румунії, України та Росії. До складу Ліги, що очолювалася Священною Римською імперією, входили Венеційська республіка, Річ Посполита, Бранденбург-Пруссія, Угорщина, Хорватія, Савоя, Мальтійський орден і Московське царство. На боці Ліги воювали також повстанці з поневолених Османами народів — сербів, албанців, греків і болгар. Османську імперію традиційно підтримували її васали — Кримське ханство і Волоське князівство. По обидва боки сторін воювали Молдавське князівство, Трансильванія і Військо Запорозьке. Війна почалася 1683 року з нападу Османської імперії на землі Габсбургів, імператорів Священної Римської імперії. Османи майже захопили Відень, але союз християнських володарів розбив їх біля міста. 1684 року Папа Римський Іннокентій XI ініціював створення Священної Ліги для боротьби проти нападників. Під час другої битви при Могачі 1687 року Габсбурги знову розбили велике військо противника в Угорщині. Але на східному фронті османи спромоглися розбити війська Речі Посполитої й захопити Поділля. Московія, що вперше приєдналася до союзу європейських країн 1686 року, розпочала серію російсько-турецьких воєн — в ході Кримських й Азовського походів їй вдалося відібрати у Османської імперії Азов. 1697 року Габсбурги розбили османські сили під Зентою, а 1698 року Річ Посполита перемогла османів під Підгайцями. 1699 року Османська імперія була змушена підписати Карловицький мир, за яким передавала Габсбургам більшу частину Угорщини, Трансильванію, Словенію. Річ Посполита повернула собі Поділля, Брацлавщину і південну Київщину. Далмація і Морея перейшли у володіння Венеції, а Азов і Запорожжя — Московії. Поразка Османської імперії поклала край її гегемонії у південно-східній Європі. Новим лідером регіону стала Габсбурзька монархія.

## Перебіг

### 1683

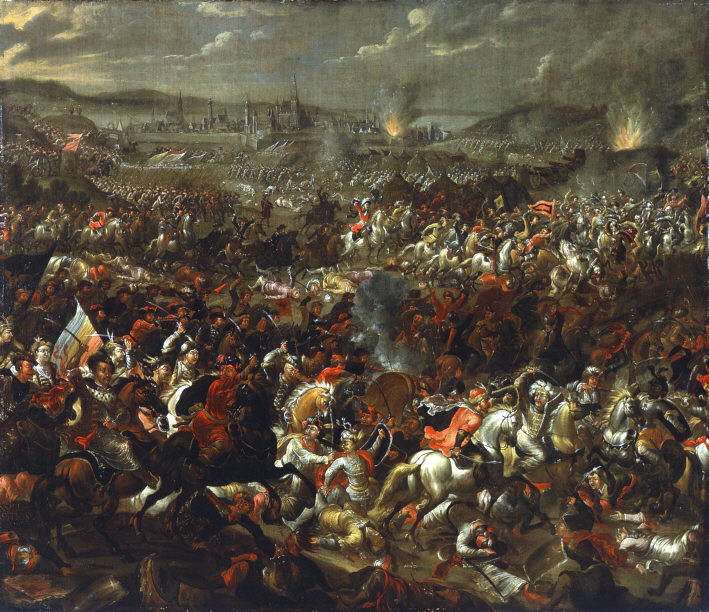
Битва під Віднем

Повстання Імре Текелі проти габсбурзького панування в Угорщині втягнуло Османську імперію в нову війну з австрійськими Габсбургами. Коли Текеї усвідомив неможливість самотужки боротися з Австрією, він визнав себе данником Османської імперії, за що султан Мехмед IV зробив його королем Середньої Угорщини в 1682 році, васалом Османської імперії. Франція підбурювала султана допомогти Текеї. Османи почали готуватися до воєнної допомоги новому васалові, і того ж року великий візир Кара-Мустафа вступив в Угорщину з 200-тисячною армією. Йому здалися Кошиці, Епер'єш і Фюлек.
1683 року Кара-Мустафа вирішив йти прямо на Відень. 8 липня він перейшов Раабе, взяв штурмом Альтенбург, Генбург і Перштольсдорф і 14 липня став табором навколо Відня. Його війську протистояв віденський гарнізон силою в 10 тисяч чоловік під начальством графа Штаремберга. Захисники відбили всі приступи османів, але у вересні їхні сили були виснажені. Кара-Мустафа, однак, не давав наказу до генерального штурму, розраховуючи на те, що місто здасться. Він хотів зберегти багатства Відня для себе одного.
Імператор Священної Римської імперії Леопольд I Габсбург тоді звернувся з проханням про допомогу до польського короля Яна III Собеського, що з 20 тисячами приєднався до імперського війська під проводом Карла Лотаринзького. 12 вересня союзне військо почало атаку османського табору, розбило османське військо, захопило табір та знищило в бою 10 тисяч османів. Кара-Мустафа відступив, переслідуваний поляками і австрійцями, і на переправі через Дунай, під Парканами, був знову розбитий поляками і втратив понад 9 тисяч вояків. Собеський після цього захопив Естергом і знову розбив візира, який втік у Белград, де був страчений за наказом султана.
Тоді проти австрійців був відправлений Ібрагім Шейтан, а проти поляків сераскир паша Сулейман, але успіхи союзного війська тривали. Польсько-козацькі війська здійснили походи на Правобережну Україну та Молдавію.

### 1684—1685
1684 року Священна Римська імперія, Річ Посполита, Венеція та Мальта утворили Священну Лігу під покровительством Папи Римського Інокентія XI. 1686 року Австрійська монархія та Річ Посполита втягнули до неї Московське царство ціною віддачі йому Києва. Московія мала нападом на Кримське ханство скувати сили татар.
Герцог Лотаринзький тим часом продовжував війну з османами. 1684 року він взяв Вишеград, розбив османів, взяв Пешт, відбивши напад допоміжної османської армії, в той час як Леслі і Траутманнсдорф знищили головну османську армію поблизу Веровича в Хорватії. Між тим Людовик XIV, знаходячи невигідним для Франції надмірне ослаблення Османської імперії як природної союзниці проти Австрії, став стримувати надмірний запал Яна Собеського. Війська Речі Посполитої взали в облогу захоплений османами у 1672 році Кам'янець-Подільський та вели бої на підступах до нього проти татар.
У кампанію 1685 року імператорська армія і венеційці одержали ще кілька перемог. Вони хоча і повинні були припинити облогу Буди, але прогнали османів від Естергома, взяли Нейгейзель і вигнали Текеї з усіх його фортець. Венеційці вступили в Боснію та Албанію, а Франческо Морозіні, герой Критської війни, заволодів островом Санто Моро і Превезою на узбережжі Албанії, та підбурив до повстання войовничих горців. Король Ян Собеський ходив у похід на Молдавію, але невдало.

### 1686—1687

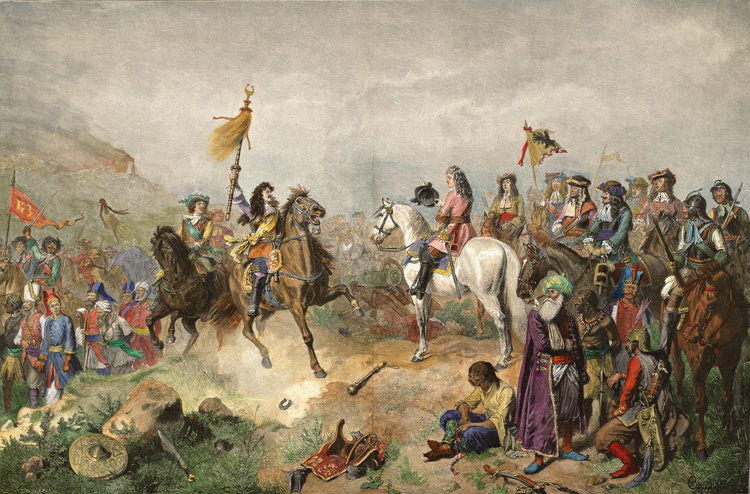
Битва при Могачі.

1686 року в Західній Угорщині Карл Лотаринзький, підкріплений військами деяких німецьких князів, взяв штурмом Буду, а в наступному 1687 році завдав рішучої поразки великому візиру Сулейману при Могачі. Поляки стали загрожувати Молдавії, а австрійці вторглися у Волощину, Угорщину, Словенію та Хорватію. В цей рішучий момент османські вояки вбили великого візира, а трохи згодом Мехмеда IV було скинуто з престолу та замінено на його брата Сулеймана II.
Австрійці взяли Ерлан і Ліппі. Трансільванський воєвода Апаффі визнав свою залежність від імператора, а угорський сейм, що зібрався в Пресбурзі, визнав угорський престол спадковою власністю Габсбургів. Але похід московських військ на Крим закінчився невдало, так само як і похід поляків у Молдавію.
Венеційці тим часом так само діяльно вели війну з османами, як і австрійці. Морозіні у 1685—1687 роках послідовно забрав у османів всі міста Мореі, зайняв Коринф і Афіни (при цьому венеційська бомба потрапила в Парфенон, який османи перетворили на пороховий склад, та сильно зруйнувала цей давньогрецький храм). В цей час інший венеційський генерал зайняв Книн і підкорив Далмацію.

### 1688—1691
1688 року австрійці вели війну в Угорщині та Трансільванії під начальством Караффа і взяли Штульвейссенбург та Петервардейн, а під проводом курфюрста Емануїла Баварського напали на Сербію та взяли штурмом Белград. Австрійці рушили тоді в глиб Сербії під проводом маркграфа Людовика Баденского, розбили сераскира Реджіб-пашу під Бетуджіном, потім 20 тисяч австрійського війська завдали поразку 60-тисячній османській армії під Нішем. Поляки продовжували блокаду Кам'янця та зазнали серйозної невдачі під Новоселкою.
1689 року австрійці взяли Ниш та Видин. Усюди спалахували повстання християн проти османів. У цей критичний момент великим візиром султан призначив Мустафу Кепрюлю, що на деякий час затримав переможне просування австрійців. Невдачею закінчився і другий похід московських військ на Крим.
1690 року Кепрюлю розбив австрійського генерала Секендорфа, відбив у австрійців Ниш, Видин, Семендрію, Белград і змусив австрійську армію відступити за Саву, а Текеї, також розбивши австрійців, проголосив себе князем Трансильванії. Також греки Мореі повстали проти венеційців.
У наступному 1691 році Мустафа Кепрюлю рушив назустріч маркграфу Баденскому, що йшов з військом від Петервардейна, але в битві при Сланкемені був убитий кулею, його військо розбите і втекло, залишивши на полі битви 28 тисяч вбитих. Почалися мирні переговори, але через великі вимоги переможниць, Австрійської монархії, Речі Посполитої (незважаючи на невдачу походу Собеського в Молдовське князівство) та Венеції, і внаслідок інтриг Франції, яка вела в цей час війну з Австрією та іншими німецькими державами, укласти мирну угоду не вдалося.

### 1692—1695
Війна з боку Османської імперії перетворилася на оборонну, чому були раді австрійці, які змушені були відправити Людовіка Баденского і найкращі війська на Рейн проти французів, внаслідок чого протягом 1692—1693 років нічого серйозного не сталося.
1694 року венеційці знову почали воєнні дії, захопили Хіос, який скоро знову втратили, і відбили османів, які вторглися було в Морею. 6 жовтня під Устечком на Поділлі поляки під проводом гетьмана Яблоновського перемогли татар та захопили великий обоз із припасами у півтори тисячі возів, що прямував до обложеного Кам'янця.
Ще раз щастя усміхнулося османам 1695 року зі вступом на престол нового войовничого султана Мустафи II. Війна з Францією не давала Габсбургам можливості організувати широкі наступальні операції на Балканах. У 1695—1696 роках війська султана перемогли у ряді битв з австрійськими військами. У битві при Лугожі загинув генерал Ветерані. Великі втрати імператорські війська понесли в битві за Темешвар, в якій був убитий генерал Хайсслер.
Поки сам султан успішно воював в Угорщині, 1695 року московський цар Петро I був відбитий від Азова, а венеційці були розбиті на морі капудан-пашею Гуссейном. Татарська орда вчинила великий набіг на Галичину, але під Львовом її відбив Станіслав Яблоновський.

### 1696—1699

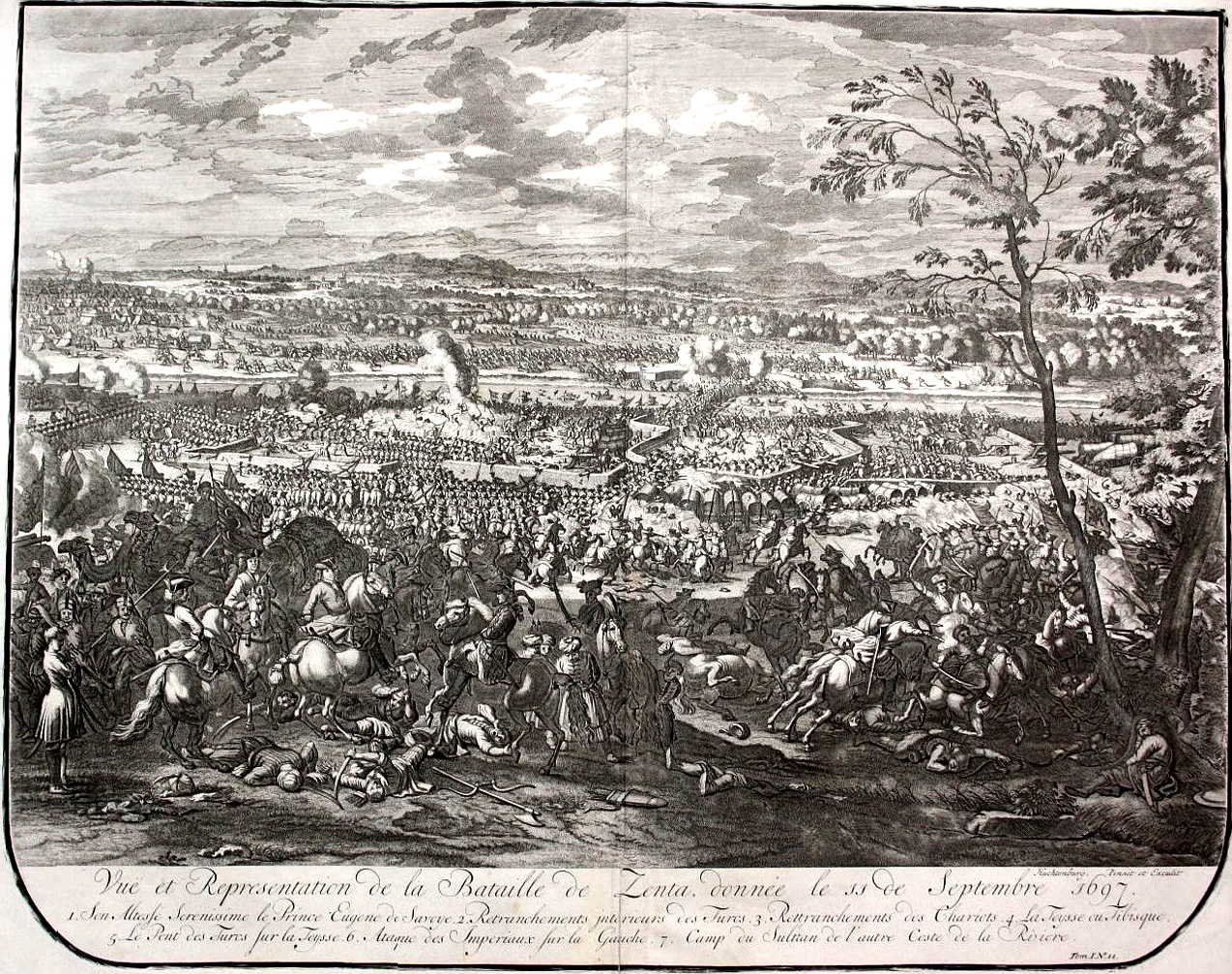
Битва під Зентою

1696 року Азов був узятий московсько-козацькими військами, а сам султан був розбитий наголову в 1697 року принцом Євгеном Савойським в Битві під Зентою під час переправи через річку Тису. 20 тисяч османів було вбито, крім того 10 тисяч потонуло в Тисі. Ця блискуча перемога дала можливість австрійцям вдертися в Сербію і Боснію і підняти там повстання серед християн.
1698 року сталася остання битва у війнах Речі Посполитої з османами та татарами. Під Підгайцями 8—9 вересня польсько-саксонська армія під проводом польного гетьмана коронного Фелікса Потоцького перемогла татарську орду, але татарський набіг зумів зірвати запланований похід Августа ІІ проти османів до Молдовського князівства.
Новий великий візир з династії Кепрюлю врятував Османську імперію від остаточного приниження. Він набрав нове військо, прогнав австрійців за Саву, а потім вступив в переговори з супротивниками. Перемир'я в Карловицях 1699 року на 25 років дало Австрії Трансільванію, Угорщину без Темешвара і Баната, Словенію й Сірмію; Речі Посполитій — Київщину і Поділля; Московії — Азов, Венеції — частину Далмації між Керки та Нарентою, всю Морею, острови Егіну і Санта-Моро. Цей мирний договір, віднявши у Османів найкращі завоювання Сулеймана II Великого, був початком занепаду Османської імперії. Відтоді вона почала втрачати одну провінцію за іншою на півночі своїх європейських володінь.

## Складові

### Війни. Кампанії. Походи
- 1683—1699: Польсько-турецька війна (1683—1699)
1683: 1-й Молдавський похід
1685: 2-й Молдавський похід
1686: 3-й Молдавський похід
1691: 4-й Молдавський похід
- 1686—1700: Російсько-турецька війна
1687: 1-й Кримський похід
1689: 2-й Кримський похід
1695: 1-й Азовський похід
1696: 2-й Азовський похід
- 1684—1699: Морейська війна

### Битви
- 1683: Віденська битва
- 1683: Битва під Парканами
- 1684: 1-а облога Буди
- 1686: 2-а облога Буди
- 1687: Битва при Могачі
- 1687: Битва під Зентою
- 1688: 1-а облога Белграда
- 1690: 2-а облога Белграда
- 1698: Битва під Підгайцями

### Договори
- 1699: Карловицький конгрес
- 1700: Константинопольський договір